# Ernst Wettig-Weissenborn
Eduard Carl August Ernst Weissenborn, ook Ernst Wettig-Weissenborn (Weimar, 25 mei 1868 – Hengelo, 11 mei 1946) was een Nederlands componist van Duitse komaf.

## Achtergrond
Eduard Carl August Ernst Weissenborn was een zoon van de violist August Friedrich Weissenborn en Wilhelmina Stark. Hij trouwde met de schilderes Gertrud Marie Helene Margarethe Muschner (1863—1931). Hun huwelijk werd in februari 1892 afgekondigd. Zij lieten zich op 14 juli 1921 naturaliseren tot Nederlander. Hun zoon Erich Ernst (1899-1981) werd later cellist en dirigent.

## Muziek
Hij kreeg zijn muzikale opleiding in Weimar alwaar hij viool, orgel, piano en compositieleer studeerde. Hij kwam naar Nederland en werd organist van de Nederlands Hervormde kerk in Delden. Vervolgens vertrok hij naar Hengelo (Overijssel) om er dirigent te worden van het door hemzelf gestichte gemengde koor en een fanfare (1899). Ook was hij actief in kleinere gezelschappen in Twente (Vioskoor en Stork’s Mannenkoor), maar bijvoorbeeld ook in Zutphen. In 1916 gaf hij leiding aan een uitvoering van het oratorium Paulus van Felix Mendelssohn Bartholdy met hulp van het Arnhemsche Orkestvereeniging. Ter viering van zijn veertigjarig jubileum werd er op 29 september 1929 in het Concertgebouw in Hengelo een feestconcert gegeven. Diverse koren traden daarbij op, begeleid door het Arnhemse orkest. In 1933 was hij als koorleider aanwezig in de Stadsschouwburg tijdens een jubileumconcert voor Esther de Boer-van Rijk.

### Composities
Van zijn hand verscheen onder meer:
- Fantasie over Nederl. Volksliederen, met piano.
- Wilhelmina -lied voor een zangstem met piano.
- De Schoonheid slaapt, de Liefde waakt. (Nicolaas Beets) voor gemengd koor
- Frühlingswalzer (Bodenstedt.) voor gemengd koor
- Op 's levens reis (Debora v.d. Velde.) voor gemengd koor
- Zes kinderliederen.
- Kegelmarsch : Ja, das kegeln macht Vergnugen.
- Drei Lieder fur eine mittlere Stimme mit Klavier
  - Im Regen und Sonnenschein
  - Wasserlilie.
  - Aus „Frau Holde."
- Vier Lieder im Volkston
  - Liebezeit
  - Grâmen
  - Mein Schatz ist fortgezogen
  - Am Brünnele.
- Zwei Lieder opgedragen aan Anna Kappel.
  - Bettlerliebe
  - Lindenblüten
- Eine nacht an der See
- Ein geistliches Abendlied
- Elegie
- Matrozenkoor
- Zomermorgen
- O, weldoend avondduister!
- Haal kabel (uitgevoerd 14 november 1929 door koor Arti Sacrum, Doetinchem)
- Recht door zee (was in 1936 een verplicht werk voor mannenkoren tijdens een concours)

- International Standard Name Identifier: 0000 0003 8984 9141
- Nederlandse Thesaurus van Auteursnamen: 16232880X
- Virtual International Authority File: 283299494
- WorldCat: E39PBJkMMqmPRP7khpcqJXKyBP